# 21ジャンプストリート
『21ジャンプストリート』（トゥエンティワン ジャンプストリート、21Jump Street）は、1987年 - 1990年にフォックス放送(FOX)で放送されたアメリカのテレビドラマ。
ジョニー・デップの出世作であり、この作品で一気にアイドルの地位を築くことになった。ドラマの中では21ジャンプストリートにある教会を潜入捜査班の事務所として使用していることから、そのまま題名となっている。

## ストーリー
トム・ハンソンはそのベビー・フェイス故に、青少年犯罪特別捜査課"21ジャンプストリート"に所属することになり、青年犯罪を撲滅するべく相棒のダグと共に、高校に潜入捜査を始める。そこでは、「麻薬取引」「売春」「殺人依頼」「自殺」などさまざまな事件が渦巻いていた。

## 放送リスト
シーズン1 - 3は日本で20世紀フォックス・ホーム・エンターテイメント・ジャパンからDVDが発売されている。エピソードタイトルはこれに基づいて表記する。また過去にはハピネットより『21ジャンプストリート セレクション1~4』の題で「売春」「自殺」（セレクション1）「逃亡者」（セレクション2）「殺人依頼」「カード」（セレクション3）、「麻薬密売」（セレクション4）を収録したDVDが発売されていた。なお、シーズン4・5は日本向けDVDが発売されていないため、原題で表記する。

### シーズン1（1987年4月 - 7月）
1. 「潜入捜査 パート1」
2. 「潜入捜査 パート2」
3. 「自由の国 アメリカ」
4. 「憧れと嫉妬」
5. 「輝く未来に潜む影」
6. 「人生最悪の夜」
7. 「別れと再出発」
8. 「悪友」
9. 「殺人依頼」
10. 「父と息子」
11. 「狙い球」
12. 「もてあそばれた青春」
13. 「ストリートからの巣立ち」

### シーズン2（1987年9月 - 1988年5月）
1. 「ピエロの誘惑」
2. 「麻薬密売 パート1」
3. 「麻薬密売 パート2」
4. 「友への償い」
5. 「銃社会の素顔」
6. 「個人授業」
7. 「人種の壁」
8. 「名誉の裏に」
9. 「ワクサーの復讐」
10. 「栄光の代償」
11. 「クリスマス・イン・サイゴン」
12. 「ラッセル・バッキンズの誘惑」
13. 「病気と偏見」
14. 「カード」
15. 「病院という名の監獄」
16. 「3.3秒の苦悩」
17. 「学歴社会の重圧」
18. 「奇跡の少年」
19. 「マリファナの密輸」
20. 「自殺」
21. 「コリーとディーンの結婚」
22. 「卒業」

### シーズン3（1988年11月 - 1989年5月）
1. 「迷走の果てに」
2. 「恐怖心」
3. 「堕ちた名声」
4. 「コーチ・オブ・ザ・イヤー」
5. 「この命、誰のもの」
6. 「地獄の1週間」
7. 「ドラゴンと天女」
8. 「警官たちのストライキ」
9. 「心の魔物」
10. 「恋の行方」
11. 「暗い過去」
12. 「ハンソンの危機」
13. 「脱走」
14. 「トラウマ」
15. 「市長とその息子」
16. 「麻薬への逃避」
17. 「売春」
18. 「次の犠牲者」
19. 「逃亡者 パート1」
20. 「逃亡者 パート2」

### シーズン4（1989年9月 - 1990年7月）
1. DRAW THE LINE（シーズン3 第20話からの続き）
2. SAY IT AIN'T SO, PETE
3. ETERNAL FLAME
4. COME FROM THE SHADOWS
5. GODE IS A BULLET
6. OLD HAUNTS IN THE NEW AGE
7. OUT OF CONTROL
8. STAND BY YOUR MAN
9. MIKE'S P.O.V.
10. WHEELS AND DEALS PART 1（シーズン4 第1話の後日談）
11. WHEELS AND DEALS PART 2
12. PARENTAL GUIDANCE SUGGESTED
13. THINGS WE SAID TODAY
14. RESEARCH AND DESTROY
15. CHANGE OF HEART
16. BACK FROM THE FUTURE
17. 2245
18. HI MOM
19. AWOMP-BOMP-ALOOBOMP, ALOOP-BAMBOOM
20. LA BIZCA
21. LAST CHANCE HIGH
22. UNFINISHED BUSINESS
23. SHIRTS AND SKINS
24. HOW I SAVED THE SENATOR
25. ROUNDING THIRD
26. EVERYDAY IS CHRISTMAS

### シーズン5（1990年10月 - 1991年4月）
1. Tunnel of Love
2. Back to School
3. Buddy System
4. Poison
5. Just Say No! High
6. Brothers
7. This Ain't No Summer Camp
8. The Girl Next Door
9. Diplomas for Sale
10. Number One with a Bullet
11. Equal Protection
12. The Education of Terry Carver
13. Baby Blues
14. Film at Eleven
15. In the Name of Love
16. Coppin' Out
17. Under the Influence
18. Crossfire
19. Wasted
20. Bad Day at Blackburn
21. Homegirls
22. Second Chances

## 登場人物
トム・ハンソン潜入捜査官
演 - ジョニー・デップ、日本語吹替 - 中原茂（VHS版、ハピネットDVD版）
警察官だった父親に憧れ警官に志願。しかし童顔であることから犯人になめられてしまう。その童顔を買われて高校への潜入捜査専門チームへ配属される。

### トムの同僚たち
ダグ・ペンホール潜入捜査官
演 - ピーター・デルイーズ、日本語吹替 - 森川智之（ハピネットDVD版）
当初はトム・ハンソンと敵対するが、後にかけがえのない相棒となる。
ジュディ・ホフス潜入捜査官
演 - ホリー・ロビンソン・ピート
チーム内で唯一の女性・唯一の大卒という役。黒人・女性（＝少数派、マイノリティ）であることから時に差別を受けるというストーリーもある。
ハリー・トルーマン・アイオキ潜入捜査官
演 - ダスティン・ヌエン
日本人のはずが…。出生はシーズン2で明かされる。
デニス・ブッカー潜入捜査官
演 - リチャード・グリエコ
シーズン3から登場。警察の内務捜査員から潜入捜査員へ。
サル・バンドゥッチ
演 - サル・ジェンコ
潜入捜査班事務所（教会）の清掃・雑用係。通称フグ男。

### トムの上司たち
リチャード・ジェンコ警部
演 - フレデリック・フォレスト
シーズン1第6話まで。21ジャンプストリート班の創設者という設定。
アダム・フラー警部
演 - スティーヴン・ウィリアムズ
シーズン1第7話から。不慮の事故で亡くなったジェンコ警部の後任。

## スタッフ
- 製作総指揮：パトリック・ハズバーグ、スティーブン・J・キャネル、スティーブ・ビアーズ、ビル・ヌス
- 製作：ジュアン・カーソン
- 共同製作：ジミー・グリットリアン
- 監督：ジョージ・モンテシ、ビル・コーコラン、ジェームズ・ホイットモア・Jr、キム・マナーズ
- 脚本：グレン・モーガン、ジェームズ・ウォン、アン・ドナヒュー ほか
- 撮影：デヴィッド・ゲッツ
- 音楽：ピーター・バーンスタイン
- 制作：パトリック・ハズバーグ・プロダクション、スティーブン・J・キャネル・プロダクション

## 補足
- まだ無名時代のブラッド・ピット、ブリジット・フォンダ、ヴィンス・ヴォーンなどがゲスト出演している。
- 当初の日本版でのビデオリリース時は『ジョニー・デップのハイスクール・コップ』（製造・販売元：ポニーキャニオン）、後には『ロックド・アウト』（発売：アドバピーアール／販売：アドバピクチャーズ）という邦題がつけられて発売されていた。後者には日本語吹替版も製作され、ジョニー・デップ演ずるトム・ハンソンの吹替には中原茂が起用された。また、中原は後にハピネットから発売された本作のDVD版でも吹替を続投している。
- シリーズはシーズン5まで続いたが、ジョニー・デップはシーズン4で降板している。
- リチャード・グリエコ演じるブッカーを主役にしたスピンオフの"Booker"が1989年9月から1シーズン放映された。

## 映画
ジョナ・ヒル、チャニング・テイタム主演でリメイクされ、2012年3月16日に公開された。日本では劇場公開されず2013年3月6日にDVDが発売。
ジョニー・デップ、ピーター・デルイーズがラスト近くでカメオ出演しているほか、テレビシリーズの出演者・関係者が関わっている。